# Point Arena
Point Arena é uma cidade localizada no estado americano da Califórnia, no condado de Mendocino. Foi incorporada em 11 de julho de 1908.

## Geografia
De acordo com o United States Census Bureau, a cidade tem uma área de 3,5 km², onde todos os 3,5 km² estão cobertos por terra.

### Localidades na vizinhança
O diagrama seguinte representa as localidades num raio de 64 km ao redor de Point Arena.

## Demografia
Segundo o censo nacional de 2010, a sua população é de 449 habitantes e sua densidade populacional é de 128,41 hab/km². É a cidade menos populosa do condado de Mendocino. Possui 225 residências, que resulta em uma densidade de 64,35 residências/km².